# Onychocella falunica
Onychocella falunica är en mossdjursart som beskrevs av Canu och Bassler 1930. Onychocella falunica ingår i släktet Onychocella och familjen Onychocellidae. Inga underarter finns listade i Catalogue of Life.